# Schreibtelefon

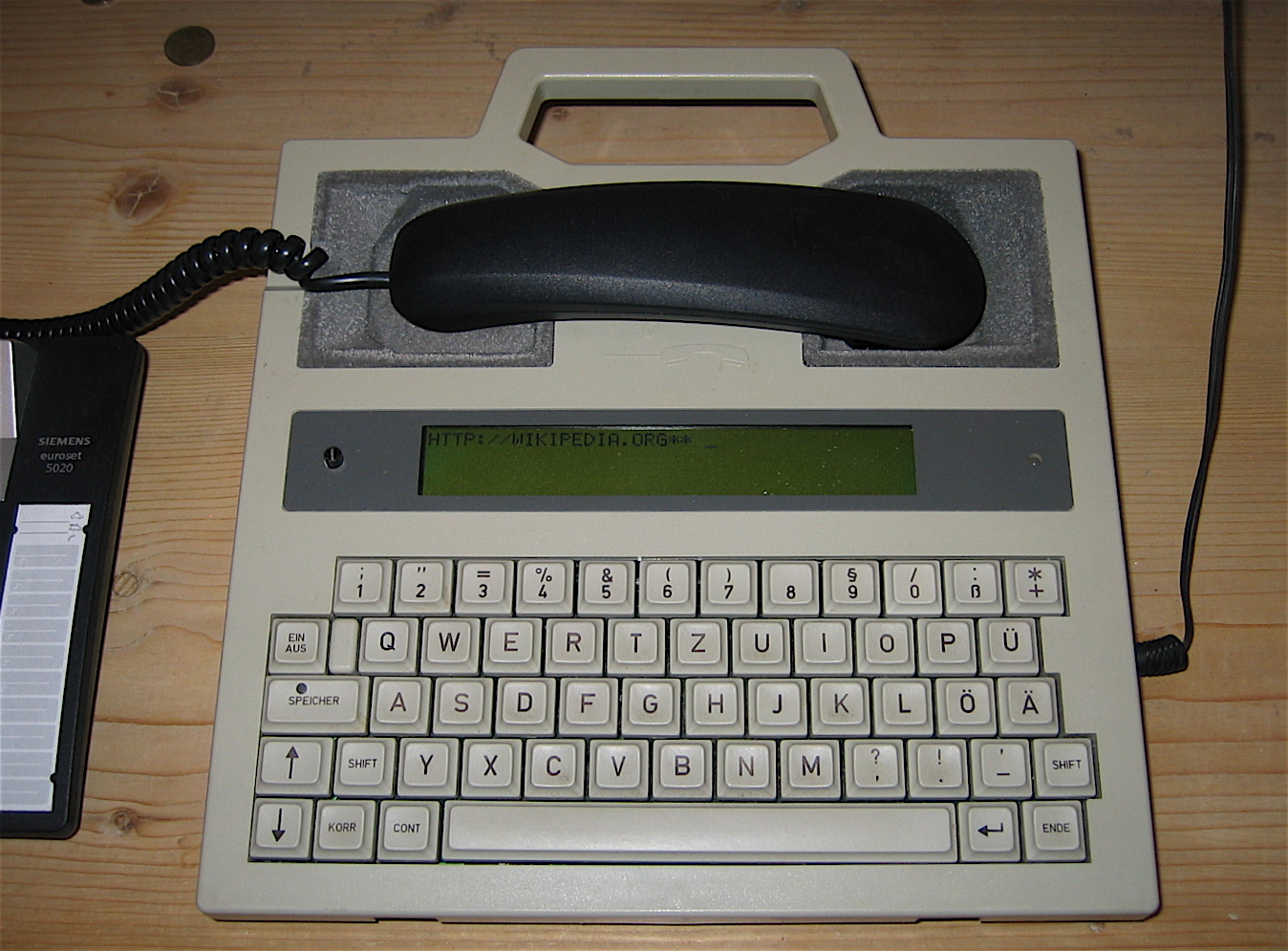
In Deutschland verbreitetes Schreibtelefon

Ein Schreibtelefon (in der Schweiz häufig als Telescrit bezeichnet) ist ein Telekommunikationsgerät, das anstelle von Sprechlauten nur Schriftzeichen bzw. Text übermittelt und empfängt. Es dient zur Telekommunikation für gehörlose und schwerhörige Menschen.
Im Unterschied zum Fernschreiber ist das Schreibtelefon baulich kleiner und nicht für den Papier-Ausdruck im Standard-Format vorgesehen. Funktional ist es eine Insellösung, da keine Kompatibilität mit anderen Telekommunikationsendgeräten besteht.

## Geschichte
1964 sandte der gehörlose Kieferorthopäde James C. Marsters aus Pasadena, Kalifornien, dem gehörlosen Physiker Robert Weitbrecht in Redwood City, Kalifornien, einen Fernschreiber zu. Weitbrecht erkannte, dass das Gerät geeignet war, gehörlosen Personen für die Telekommunikation zu dienen. Er konstruierte ein Modem, mit dem sich der Fernschreiber am Telefonnetz betreiben ließ. Damit war das erste Schreibtelefon geschaffen, wenn auch in voluminöser und kostspieliger Form.
Das erste deutsche Schreibtelefon, 1975 von Michael Krause aus Münster entwickelt, hatte eine Buchstaben-Tastatur und einen metallbeschichteten Papierstreifen, auf den die fortlaufenden Buchstaben des Nachrichtentextes eingebrannt wurden. Neuere Modelle haben mehrzeilige LC-Bildschirme, auf denen der geschriebene und der empfangene Text erscheinen.
Auf Grund neuerer Techniken gilt das Schreibtelefon heute als veraltet; seine Bedeutung nimmt laufend ab, da sein Zweck auch mit Diensten und Geräten wie Instant Messaging, SMS, Faxgeräten, E-Mail und auch von bildlichen Darstellungen mit Bildtelefonen und Webcams erfüllt wird.

## Technisches
Übertragen wurden die Signale üblicherweise durch einen Akustikkoppler, neuere Modelle boten parallel zum Akustikkoppler auch einen direkten Anschluss an die Telefonleitung an. Der Akustikkoppler blieb aber bei vielen Geräten enthalten, damit diese auf Reisen (z. B. in Hotels) mitgenommen werden konnten.

### Übertragungsprotokolle
Die Schreibtelefone waren selten länderübergreifend kompatibel.
Die ersten Schreibtelefone in den USA verwendeten zur Übertragung den Baudot-Code, später den ASCII-Code. In den deutschsprachigen Ländern wiederum wurde das EDT-Protokoll (European Deaf Telephone) eingesetzt. In den Niederlanden und in Dänemark dagegen wurde das Mehrfrequenzwahlverfahren ausgenutzt, wobei ein Buchstabe zwei Tasten (bestehend aus 0–9, * und #) entsprach. Die übertragenen Töne wurde von speziellen Geräten mit Hilfe einer QWERTY-Tastatur codiert bzw. decodiert und auf einem Bildschirm dargestellt.
In Frankreich wurde oft der dort verbreitete Onlinedienst Minitel mit den zugehörigen Geräten für die Text-Kommunikation genutzt, in Schweden, Norwegen und Finnland wiederum über das V.21-Protokoll kommuniziert. Dies führte dazu, dass viele Nutzer dafür Personal Computer und Modems einsetzten. Der Vorteil war dabei, dass die Gesprächsteilnehmer keinen genau festgelegten Gerätetyp benötigten. Nachteilig war aber, dass beide Teilnehmergeräte für eine funktionierende Verbindung zu einem vereinbarten Zeitpunkt schon betriebsbereit mit dem Netz verbunden sein mussten. Spontane Telefonanrufe waren damit im Prinzip nicht möglich.

#### European Deaf Telephone (EDT)
In den deutschsprachigen Ländern, Italien, Spanien und Malta wurde das proprietäre EDT-Protokoll (European Deaf Telephone) eingesetzt, das auf das ITU-V.21-Protokoll (Frequenzumtastung) basiert.
EDT wird mit 110 Baud, Halbduplex betrieben. Für die Zeichenübertragung wurde ein 7-bit-Zeichensatz, der ITU-T.50-Code, eingesetzt. Viele Geräte nutzen dabei das NAK-Command (Code 21) für die Backspace-Funktion, die den Cursor bzw. die aktuelle Bearbeitungsposition um eine Stelle zurück schiebt und das dort befindliche Zeichen löscht. Dieses proprietäre Protokoll hatte den Nachteil, dass nicht mit Computermodems kommuniziert werden konnte, durch Implementierung weiterer Protokolle bei den späteren Schreibtelefonmodellen z. B. die des Herstellers ghe-ces Wald, konnte das umgegangen werden.

#### Harmonisierung
Eine Harmonisierung wurde in den 1990er-Jahren angestrebt, 1994 wurde von der Internationalen Fernmeldeunion (ITU) eine Empfehlung (ITU V.18) herausgegeben. ITU V.18 sichert die Abwärtskompatibilität zu den gängigen Schreibtelefon-Protokollen wie das EDT, doch entsprechende Geräte wurden angesichts neuerer Technologien mit Textübertragung in der Telekommunikation kaum noch produziert.

## Funktion
Der Anrufende wählt wie bei einem gewöhnlichen Telefongespräch die Nummer des jeweiligen Gesprächspartners und legt den Telefonhörer in die dafür vorgesehene Mulde im Schreibtelefon. Nun wartet er die Antwort des Angerufenen ab. Das Gespräch läuft ähnlich wie beim Instant Messaging ab, mit dem Unterschied, dass man den Gesprächspartner „unterbrechen“ kann und Texteingabe und -übertragung „live“ ablaufen. Um seinem Gegenüber zu signalisieren, dass man seine Redepartie beendet hat, tippt man bestimmte Sonderzeichen. Je nach Gerät sind diese ** oder ##.

### Beispielkonversation
(Die Gesprächspartner benutzen unterschiedliche Geräte)
```
HALLO HIER (Name) **

HALLO HIER (Name), WANN WIRST DU HEUTE ABEND HIER SEIN? ##

ICH DENKE MAL SO GEGEN ACHT. **

ALLES KLAR, BIS DANN. ##
TSCHUESS **
## ##
```